# Herry
Herry és un municipi francès, situat al departament de Cher i a la regió de Centre – Vall del Loira. L'any 2007 tenia 1.075 habitants.

## Demografia

### Població
El 2007 la població de fet de Herry era de 1.075 persones. Hi havia 460 famílies, de les quals 144 eren unipersonals (64 homes vivint sols i 80 dones vivint soles), 148 parelles sense fills, 128 parelles amb fills i 40 famílies monoparentals amb fills.
La població ha evolucionat segons el següent gràfic:
Habitants censats

### Habitatges
El 2007 hi havia 681 habitatges, 476 eren l'habitatge principal de la família, 172 eren segones residències i 32 estaven desocupats. 656 eren cases i 18 eren apartaments. Dels 476 habitatges principals, 369 estaven ocupats pels seus propietaris, 85 estaven llogats i ocupats pels llogaters i 22 estaven cedits a títol gratuït; 8 tenien una cambra, 58 en tenien dues, 122 en tenien tres, 125 en tenien quatre i 162 en tenien cinc o més. 354 habitatges disposaven pel capbaix d'una plaça de pàrquing. A 221 habitatges hi havia un automòbil i a 195 n'hi havia dos o més.

### Piràmide de població
La piràmide de població per edats i sexe el 2009 era:
| Homes | Edats   | Dones |
| ----- | ------- | ----- |
| 0     | 95 o +  | 0     |
| 4     | 90 a 94 | 0     |
| 0     | 85 a 89 | 20    |
| 4     | 80 a 84 | 24    |
| 24    | 75 a 79 | 36    |
| 32    | 70 a 74 | 36    |
| 64    | 65 a 69 | 44    |
| 20    | 60 a 64 | 36    |
| 32    | 55 a 59 | 36    |
| 32    | 50 a 54 | 28    |
| 24    | 45 a 49 | 20    |
| 36    | 40 a 44 | 40    |
| 28    | 35 a 39 | 48    |
| 28    | 30 a 34 | 16    |
| 12    | 25 a 29 | 16    |
| 20    | 20 a 24 | 24    |
| 20    | 15 a 19 | 40    |
| 32    | 10 a 14 | 32    |
| 44    | 5 a 9   | 24    |
| 16    | 0 a 4   | 16    |

## Economia
El 2007 la població en edat de treballar era de 641 persones, 464 eren actives i 177 eren inactives. De les 464 persones actives 393 estaven ocupades (217 homes i 176 dones) i 71 estaven aturades (37 homes i 34 dones). De les 177 persones inactives 63 estaven jubilades, 45 estaven estudiant i 69 estaven classificades com a «altres inactius».

### Ingressos
El 2009 a Herry hi havia 463 unitats fiscals que integraven 1.046,5 persones, la mediana anual d'ingressos fiscals per persona era de 15.398 €.

### Activitats econòmiques
Dels 35 establiments que hi havia el 2007, 1 era d'una empresa alimentària, 1 d'una empresa de fabricació d'altres productes industrials, 10 d'empreses de construcció, 6 d'empreses de comerç i reparació d'automòbils, 1 d'una empresa de transport, 5 d'empreses d'hostatgeria i restauració, 3 d'empreses financeres, 1 d'una empresa immobiliària, 2 d'empreses de serveis, 4 d'entitats de l'administració pública i 1 d'una empresa classificada com a «altres activitats de serveis».
Dels 14 establiments de servei als particulars que hi havia el 2009, 1 era una oficina de correu, 1 una oficina bancària, 2 paletes, 2 guixaires pintors, 1 fusteria, 3 lampisteries, 1 perruqueria, 2 restaurants i 1 agència immobiliària.
Dels 2 establiments comercials que hi havia el 2009, 1 era una botiga de menys de 120 m² i 1 una llibreria.
L'any 2000 a Herry hi havia 25 explotacions agrícoles que ocupaven un total de 3.021 hectàrees.

## Equipaments sanitaris i escolars
El 2009 hi havia una escola elemental.

## Poblacions més properes
El següent diagrama mostra les poblacions més properes.